# ایلستریتد دیلی نیوز
دیلی نیوز (در اصل ایلستریتد دیلی نیوز؛ انگلیسی: Illustrated Daily News) روزنامه‌ای بود که از سال ۱۹۲۳ تا ۱۹۵۴ در لس آنجلس منتشر می‌شد. این نشریه در سال ۱۹۲۳ توسط کورنلیوس واندربیلت چهارم تأسیس و توسط منچستر بادی خریداری شد که در تمام دوران موجودیت آن را اداره می‌کرد.
دیلی نیوز در سال ۱۹۲۳ توسط وندربیلت به‌عنوان اولین روزنامه از چندین روزنامه‌ای که او می‌خواست مدیریت کند، تأسیس شد. پس از اینکه سریعاً به امانت دادگاه رسید، به بادی، یک تاجر بدون تجربه نشریه‌ای فروخته شد. بادی توانست روزنامه را به موفقیت برساند و در دهه‌های ۱۹۳۰ و ۱۹۴۰ سودآور باقی ماند و در زمانی که اکثر روزنامه‌های لس آنجلس از حزب جمهوری‌خواه حمایت می‌کردند، این روزنامه از دیدگاه دموکرات نظر می‌داد.
این روزنامه در اواخر دهه ۱۹۴۰ کاهش شدیدی را آغاز کرد و تا اوایل دهه ۱۹۵۰ ادامه یافت. در سال ۱۹۵۰، بادی در انتخابات مقدماتی دموکرات‌ها و جمهوری خواهان برای مجلس سنای ایالات متحده شرکت کرد. او سهام خود در این روزنامه را در سال ۱۹۵۲ فروخت و پس از تغییر در مالکیت، انتشار آن در دسامبر ۱۹۵۴ متوقف شد. کسب و کار به خانواده چندلر فروخته شد، که آن را با نشریه خود لس آنجلس میرر ادغام کردند و همه کارمندان دیلی نیوز را بدون پرداخت حقوق اخراج کردند.